# Flic ou Voyou
Flic ou Voyou är en fransk-italiensk kriminalfilm från 1979 i regi av Georges Lautner.
Filmen är baserad på Michel Grisolias roman L'Inspecteur de la mer.

## Rollista i urval
- Jean-Paul Belmondo - kommissarie Stanislas Borowitz
- Georges Géret - Théodore Musard, "L'Auvergnat"
- Marie Laforêt - Edmonde Puget-Rostand
- Jean-François Balmer - polisinspektör Georges Massard
- Claude Brosset - Achille Volfoni, "Le Corse"
- Julie Jézéquel - Charlotte
- Michel Beaune - Marcel Langlois
- Michel Galabru - kommissarie Grimaud